# Liste der Monuments historiques in Chevru
Die Liste der Monuments historiques in Chevru führt die Monuments historiques in der französischen Gemeinde Chevru auf.

## Liste der Objekte
| Bezeichnung                                                                              | Beschreibung | Standort                                                                                 | Kennzeichnung | Schutzstatus | Datum | Bild |
| ---------------------------------------------------------------------------------------- | --- | ---------------------------------------------------------------------------------------- | ------------- | ------------ | ----- | ---- |
| Prozessionsbanner Heiliger Thibault                                                      | Bemaltes und besticktes Banner auf roter „Damastseide“. Gefertigt im 19. Jahrhundert. | In der Sakristei der Kirche St-Thibault (Lage)                                           | PM77003290    | Inscrit      | 1979  |      |
| Bannerschrank                                                                            | Holzschrank mit profilierter Dekoration der beiden Türen. Aufbewahrungsort des Banners des Heiligen Thibault. Hergestellt im 18. Jahrhundert. | Zwischen dem Kirchenschiff und dem nördlichen Seitenschiff der Kirche St-Thibault (Lage) | PM77004552    | Inscrit      | 1986  |      |
| Beichtstuhl                                                                              | Hölzerner Beichtstuhl mit drei Logen und verziert mit profilierten Paneelen. Die zentrale Loge wird durch eine Tür verschlossen. Entstehungszeit im 18. Jahrhundert. | An der Südwand im Kirchenschiff der Kirche St-Thibault (Lage)                            | PM77004550    | Inscrit      | 1986  |      |
| Altar mit Retabel und zwei Skulpturen Heiliger Dionysius von Paris und Heiliger Thibault | Holz, 18. Jahrhundert | Im Chor der Kirche St-Thibault (Lage)                                                    | PM77000380    | Classé       | 1975  |      |
| Altar, Gemälde Mariä Himmelfahrt und Rahmen                                              | Ölgemälde mit einem vergoldeten und geschnitzten Holzrahmen. Zu beiden Seiten des Gemäldes befinden sich zwei ineinandergreifende kannelierte Säulen, die von einem Giebel überragt werden. Entstehungszeit im 18. und 19. Jahrhundert.                                                                 | Im nördlichen Gang in der Kirche St-Thibault (Lage)                                      | PM77004547    | Inscrit      | 1986  |      |
| Taufbecken                                                                               | Ovales Steinbecken, das mit flachen Godrons und am Rand mit gehämmerten Wappenschilden verziert wurde. Wegen einer Beschädigung wurde der Sockel aus Zement in modernen Formen ersetzt. Ursprung am Ende des 17. Jahrhunderts.                                                                          | In der Kirche St-Thibault (Lage)                                                         | PM77004546    | Inscrit      | 1986  |      |
| Gemälde Krippe                                                                           | Ölgemälde aus dem 18. Jahrhundert. | An der Nordwand des nördlichen Seitenschiffs der Kirche St-Thibault (Lage)               | PM77004548    | Inscrit      | 1986  |      |
| Hellebarde                                                                               | Das Objekt besteht aus einem Holzschaft, der mit einer vergoldeten und durchbrochenen Metallklinge bestückt ist. Dieses Metallklinge wurde teilweise geprägt, teilweise ziseliert und hat die Form einer Speerspitze. Der unterer Teil endet in einem Halbmond. Hergestellt im 18. und 19. Jahrhundert. | In der Sakristei der Kirche St-Thibault (Lage)                                           | PM77004912    | Inscrit      | 2009  |      |
| Chorzaun (Gitter)                                                                        | Schmiedeeisernes Gitter, das mit einem Monogramm verziert wurde. Gefertigt im 18. Jahrhundert. | Vor dem Chor in der Kirche St-Thibault (Lage)                                            | PM77000381    | Classé       | 1975  |      |
| Vertäfelung und Gitter                                                                   | Holzvertäfelung und Schmuckgitter aus Eisen, das in die Vertäfelung mittig eingefügt wurde. Entstehungszeit im 18. Jahrhundert. Restauriert im Jahr 2010. | An der Nordseite im Chor der Kirche St-Thibault (Lage)                                   | PM77000382    | Classé       | 1987  |      |
| Holzarbeiten in den Kirchenbänken                                                        | Holzgetäfelte Kirchenbänke mit geformten Paneelen aus dem 18. Jahrhundert. | Auf der Südseite im Kirchenschiff der Kirche St-Thibault (Lage)                          | PM77004549    | Inscrit      | 1986  |      |
| Gemälde Heiliger Bischof und Enthauptungsszene                                           | Ölgemälde aus dem 19. Jahrhundert. | An der Nordwand des nördlichen Seitenschiffs der Kirche St-Thibault (Lage)               | PM77004551    | Inscrit      | 1986  |      |